# Civet de chevreuil
Le civet de chevreuil est un mets de la gastronomie française. Ce gibier est principalement issu de la chasse (99 %), car son cheptel est en constante augmentation en France, où il dépasse le million de têtes. Très prisée par les gourmets, grâce à ses qualités organoleptiques, cette viande est appréciée depuis le Moyen Âge et elle subit actuellement des contrôles sanitaires qui garantissent sa bonne sécurité alimentaire.

## Caractéristiques de la viande
Le chevreuil fait partie de la famille des cervidés, vivant principalement en forêt. Jusqu'à moins de 6 mois, le chevreuil prend le nom de « faon ». Le chevreuil se nomme ensuite « chevrillard », jusqu’à l’âge de 18 mois, puis « brocard » lorsqu'il est un mâle, et «  chevrette », quand il s’agit d’une femelle.
La viande la plus tendre est celle du faon ou chevrotin. On peut évaluer l'âge des animaux selon la couleur de la graisse visible, blanche pour les jeunes animaux, et de couleur plus foncée pour les bêtes plus âgées.
La viande de chevreuil doit être de couleur rouge foncé. Plus la bête est jeune, plus sa viande doit être tendre : il n’est donc pas nécessaire de faire mariner les noisettes et les côtelettes que l’on prélève sur le carré pour le faire sauter. La selle et la gigue (cuissot) peuvent se rôtir ou se griller lorsque les bêtes choisies sont jeunes. Si ces viandes sont plus âgées, il est préférable de les faire mariner pour attendrir les chairs et de les cuisiner en civet.
Sa viande ne peut être consommée que pendant les périodes d'ouverture de la chasse, qui s'étendent en moyenne entre septembre et février, ces périodes variant en fonction des conditions climatiques et des régions de France. Lorsqu'elle n’est pas cuite, la viande peut se conserver au réfrigérateur pendant 3 à 4 jours, ou bien au congélateur pendant environ 10 mois. Cuite, elle se conserve moins longtemps au congélateur : jusqu’à 4 mois, environ. Le gibier fraîchement abattu doit se laisser rassir pendant 4 à 7 jours pour que la viande soit tendre et développe tout son arôme.
Il est très réputé en cuisine pour sa chair tendre et délicate, très pauvre en matières grasses et peu calorique, mais très riche en fer ainsi qu’en protéines. De plus, sa viande est un bon apport en vitamines B12.

## Historique de la recette
Au début du XIVe siècle, le Manuscrit de Sion indique une recette où il est dit que la viande de chevreuil sauvage doit être préparée pour être mangée comme le cerf frais. C'est-à-dire : « Longuement bouillie, lardée sur la longueur par-dedans. Puis faites cuire dans une autre eau [avec] du macis, du vin à profusion. »
Les premières vraies recettes détaillées de civet apparaissent dans les livres de cuisine du XIXe siècle. En 1836, il était recommandé de faire un roux léger puis d'y faire cuire du lard avec « une poitrine de chevreuil coupée à morceaux, jusqu'à ce qu’elle soit bien raidie ». Le tout était ensuite mouillé avec une bouteille de vin rouge et une chopine d’eau. Ensuite, « assaisonnez ce civet d'un bouquet de thym, de laurier et d’ail, avec sel et poivre ; remuez souvent ; ajoutez de petits ognons passés dans le beurre, avec des champignons ; puis, dégraissez. La cuisson achevée, et la sauce réduite à son degré, servez avec des croûtons de pain ».
Un peu plus tard, en 1856, il fallait faire un roux d'une belle couleur et, pour cela, il était indiqué d'y mettre un peu de poussière de sucre. Dans ce roux mouillé avec de l'eau étaient placés les morceaux de chevreuil, « des échalotes hachées fin, un grand verre de bon vin rouge, du lard gras coupé en petits carrés, du sel, un peu de poivre et thym : faites cuire ». Au moment de servir, il fallait dégraisser, puis l'auteur précisait : « Servez en couronne, la sauce bien noire et avec gros comme une noisette de sucre. »
Ce fut Auguste Escoffier, dans Le Guide culinaire, paru en 1903, qui posa les canons de ce type de préparation, en prenant d'ailleurs le chevreuil comme référence.

## Ingrédients et préparation

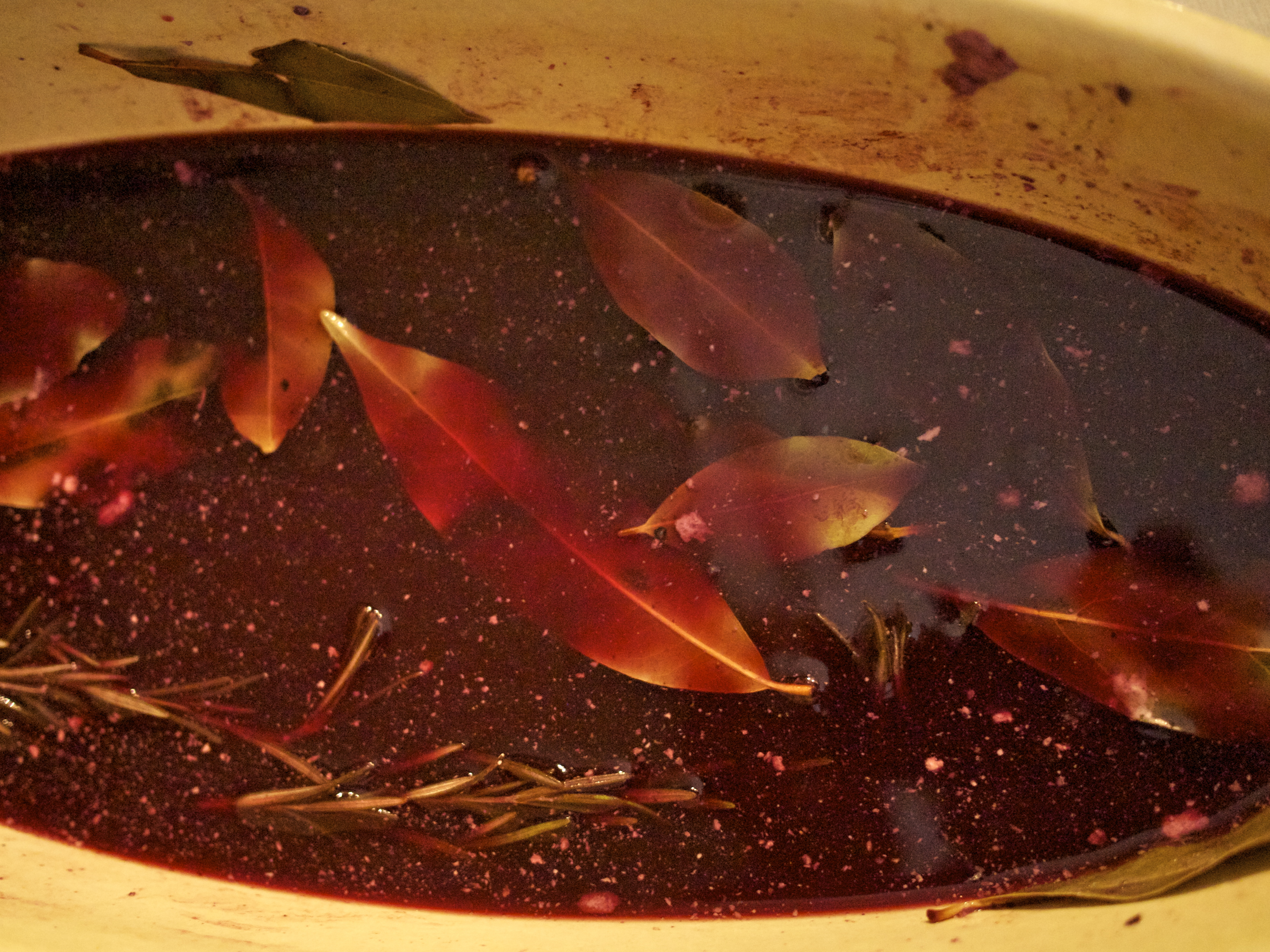
Marinade pour civet : vin rouge, oignon, carotte, céleri, poireau, gousses d'ail, laurier, sauge, thym, origan, baies de genièvre, poivre, clous de girofle, sel.

Pour la réalisation de ce mets, outre la viande de chevreuil, il faut oignon, carotte, huile d'olive, beurre, farine, sel, poivre.
La viande se doit de séjourner en marinade douze heures environ dans un endroit frais. Faire mariner la viande au frais a un énorme avantage. Le froid, le Ph acide et l’huile en surface protègent celle-ci de l'oxygène de l'air.
Pour la cuisson, les morceaux de viande égouttés et enfarinés sont mis à revenir avec l'oignon et la carotte émincés dans le mélange huile/beurre. Il faut ensuite ajouter la marinade et laisser mijoter à petit feu et à couvert pendant deux heures environ, tout en remuant de temps à autre.

## Accompagnement
Ce civet se marie parfaitement avec les traditionnelles sauce poivrade ou sauce grand veneur. Il peut être servi avec un accompagnement de légumes poêlés, de fruits rouges, de poires, de pommes, de confiture d’airelles ou de groseilles, de marrons (qu'ils soient en purée ou poêlés), ou encore avec des champignons forestiers.

## Accord mets/vins
Le chevreuil, en tant que gibier, doit être marié avec des vins rouges corsés. Le choix peut se porter vers des vins de Bourgogne (gevrey-chambertin, pommard, nuits-saint-georges, fixin et aloxe-corton) ; dans le Bordelais (canon-fronsac, saint-estèphe, saint-julien et pauillac) ; dans la vallée du Rhône, ce sont les châteauneuf-du-pape, gigondas et vacqueyras qui font le mieux face à la puissance de la viande de chevreuil. Les vins du Sud-Ouest (cahors, madiran, pécharmant) grâce à leurs tanins (cépage tannat) sont aussi à retenir.